# Hirsch Barenblat
 (mai 2024).
La mise en forme du texte ne suit pas les recommandations de Wikipédia : il faut le « wikifier ».
Les points d'amélioration suivants sont les cas les plus fréquents. Le détail des points à revoir est peut-être précisé sur la page de discussion.
- Les titres sont pré-formatés par le logiciel. Ils ne sont ni en capitales, ni en gras.
- Le texte ne doit pas être écrit en capitales (les noms de famille non plus), ni en gras, ni en italique, ni en « petit »…
- Le gras n'est utilisé que pour surligner le titre de l'article dans l'introduction, une seule fois.
- L'italique est rarement utilisé : mots en langue étrangère, titres d'œuvres, noms de bateaux, etc.
- Les citations ne sont pas en italique mais en corps de texte normal. Elles sont entourées par des guillemets français : « et ».
- Les listes à puces sont à éviter, des paragraphes rédigés étant largement préférés. Les tableaux sont à réserver à la présentation de données structurées (résultats, etc.).
- Les appels de note de bas de page (petits chiffres en exposant, introduits par l'outil «  Source ») sont à placer entre la fin de phrase et le point final[comme ça].
- Les liens internes (vers d'autres articles de Wikipédia) sont à choisir avec parcimonie. Créez des liens vers des articles approfondissant le sujet. Les termes génériques sans rapport avec le sujet sont à éviter, ainsi que les répétitions de liens vers un même terme.
- Les liens externes sont à placer uniquement dans une section « Liens externes », à la fin de l'article. Ces liens sont à choisir avec parcimonie suivant les règles définies. Si un lien sert de source à l'article, son insertion dans le texte est à faire par les notes de bas de page.
- La présentation des références doit suivre les conventions bibliographiques. Il est recommandé d'utiliser les modèles {{Ouvrage}}, {{Chapitre}}, {{Article}}, {{Lien web}} et/ou {{Bibliographie}}. Le mode d'édition visuel peut mettre en forme automatiquement les références.
- Insérer une infobox (cadre d'informations à droite) n'est pas obligatoire pour parachever la mise en page.

Pour une aide détaillée, merci de consulter Aide:Wikification.
Si vous pensez que ces points ont été résolus, vous pouvez retirer ce bandeau et améliorer la mise en forme d'un autre article.
Henryk Hirsz Hanoch Barenblat, né en 1914 à Będzin et mort à une date inconnue, est un musicien et chef d’orchestre israélien d'origine polonaise, connu pour avoir été le chef de la police juive du ghetto de Będzin, et pour les procès qui l’ont mis en accusation en Pologne et en Israël.

## Biographie
Hirsch Barenblat étudie le piano au conservatoire de musique de Silésie, à Katowice. De 1953 à 1956, il est tuteur et chef d’orchestre à l’opérette d’État de Gliwice. Il travaille aussi dans un théâtre d'Ostrava. En 1955, il est décoré de la médaille du 10e anniversaire de la république populaire de Pologne.
Il émigre en Israël en 1958 et occupe la place de chef d’orchestre de l’opéra national d'Israël. En 1960, il est chef d’orchestre dans un théâtre de Cologne. Lorsqu’un ancien habitant du ghetto le reconnait lors d’un opéra, il est mis en accusation. Il est condamné en 1963 en première instance pour avoir livré des Juifs du ghetto aux nazis pour exécution, et pour avoir assuré la surveillance des Juifs destinés à la déportation. Ces procès se terminent par un acquittement, obtenu devant la cour suprême d'Israël en août 1964, qui constate des preuves insuffisantes. Il effectue trois mois de prison pour une condamnation à cinq ans,.
Le verdict en appel de la cour suprême d’Israël est similaire à celui du procès en appel de Kastner : il est établi que Barenblat a agi ainsi dans l’espoir de sauver sa vie et celles de ses proches. La collaboration avec les nazis est avérée, et la loi de Châtiment des Nazis et des collaborateurs nazis de 1950 s’applique. Mais les trois juges de la Cour suprême, Yitzhak Olshan, Moshe Landau et Haïm Cohen, font preuve d’empathie envers un homme placé devant des choix moraux impossibles, et désapprouvent le jugement de première instance, basé sur une stricte moralité. Dans l’opinion rédigée de Landau, il juge « hypocrite et arrogant — de la part de personnes qui ne sont pas trouvés dans cette situation et de ceux qui ont réussi à s’échapper — d’utiliser cette réalité pour critiquer les "petites gens" qui ont échoué à s’élever à ces standards moraux élevés alors qu’ils étaient à la merci d’un régime dont le premier but était justement de leur faire perdre leur humanité ». Il considère également normal qu’un homme se soucie plus de lui-même et de ses proches, et que les lois ne sont pas faites pour juger de purs héros, mais des humains normaux avec des faiblesses normales.